# Bourgueticrinida
Bourgueticrinida — ряд морських лілій підкласу Articulata. Іноді ця група розглядається як підряд Bourgueticrininae ряду Comatulida.
Найдавніші Bourgueticrinida відомі з тріасового періоду.

## Класифікація
Відомо понад 80 сучасних видів.